# World Series of Poker Europe 2008
Die World Series of Poker Europe 2008 war die zweite Austragung der World Series of Poker in Europa. Sie fand vom 19. September bis 2. Oktober 2008 erneut im Empire Casino am Leicester Square in London statt.

## Turniere

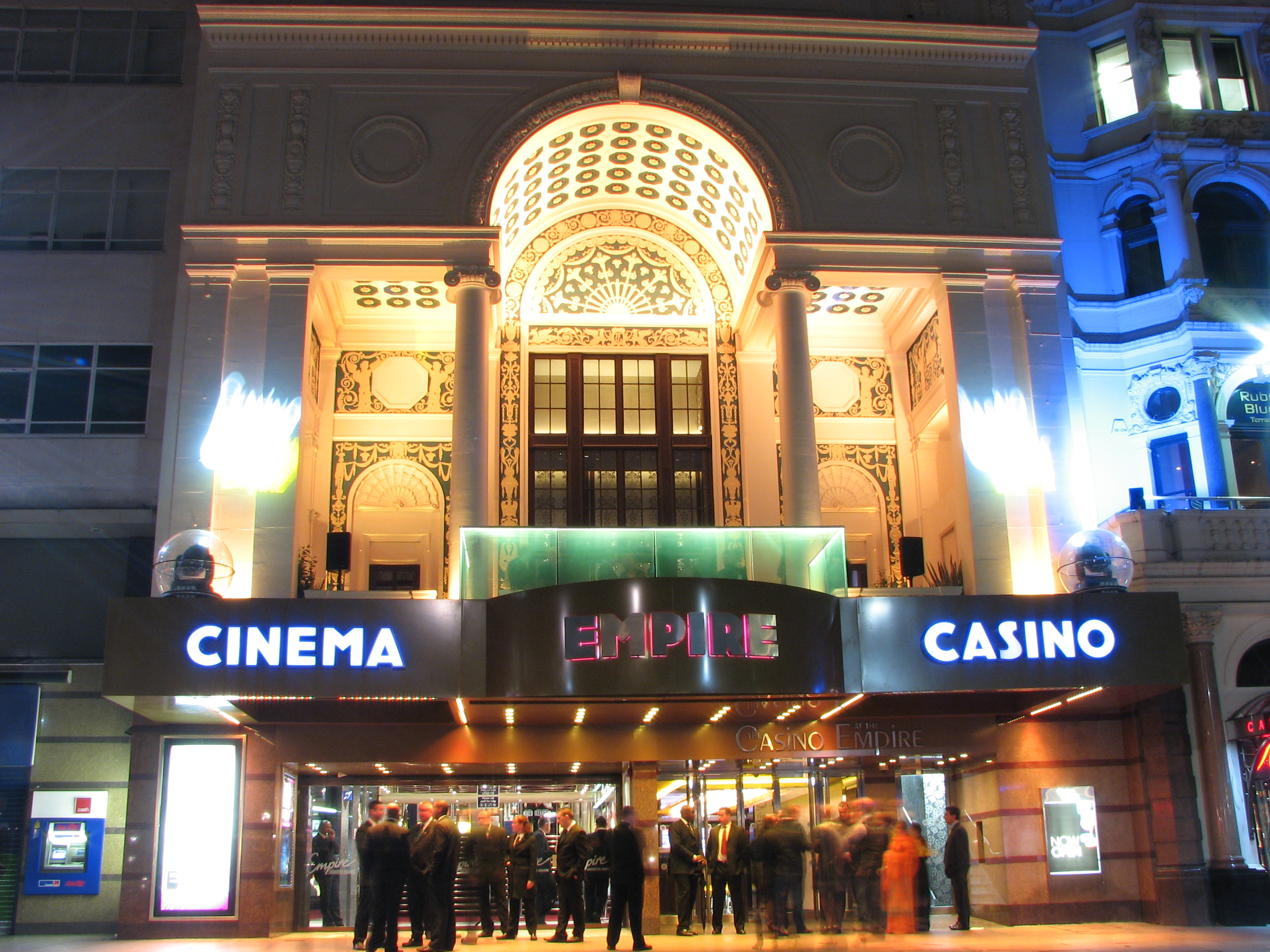
Alle Turniere wurden im Empire Casino ausgetragen

### Struktur
Es standen vier Pokerturniere auf dem Turnierplan, wovon zwei in der Variante No-Limit Hold’em sowie je eines in Pot Limit Omaha und der gemischten Variante H.O.R.S.E. gespielt wurden. Der Buy-in lag zwischen 1500 und 10.000 Pfund Sterling. Für einen Turniersieg bekamen die Spieler neben dem Preisgeld ein Bracelet.

### Turnierplan
Im Falle eines mehrfachen Braceletgewinners gibt die Zahl hinter dem Spielernamen an, das wievielte Bracelet in diesem Turnier gewonnen wurde.
| # | Buy-in (in £) | Turnier                                       | Turnierbeginn | Teilnehmer | Sieger              | Herkunft           | Preisgeld (in £) |
| - | ------------- | --------------------------------------------- | ------------- | ---------- | ------------------- | ------------------ | ---------------- |
| 1 | 01.500        | No-Limit Hold’em                              | 19. Sep. 2008 | 410        | Jesper Hougaard (2) | Danemark           | 144.218          |
| 2 | 02.500        | H.O.R.S.E.                                    | 22. Sep. 2008 | 110        | Sherkhan Farnud     | Afghanistan 2002   | 076.999          |
| 3 | 05.000        | Pot Limit Omaha                               | 24. Sep. 2008 | 165        | Theo Jørgensen      | Danemark           | 218.626          |
| 4 | 10.000        | WSOP Europe Main Event No-Limit Texas Hold’em | 27. Sep. 2008 | 363        | John Juanda (4)     | Vereinigte Staaten | 868.800          |

### Main Event

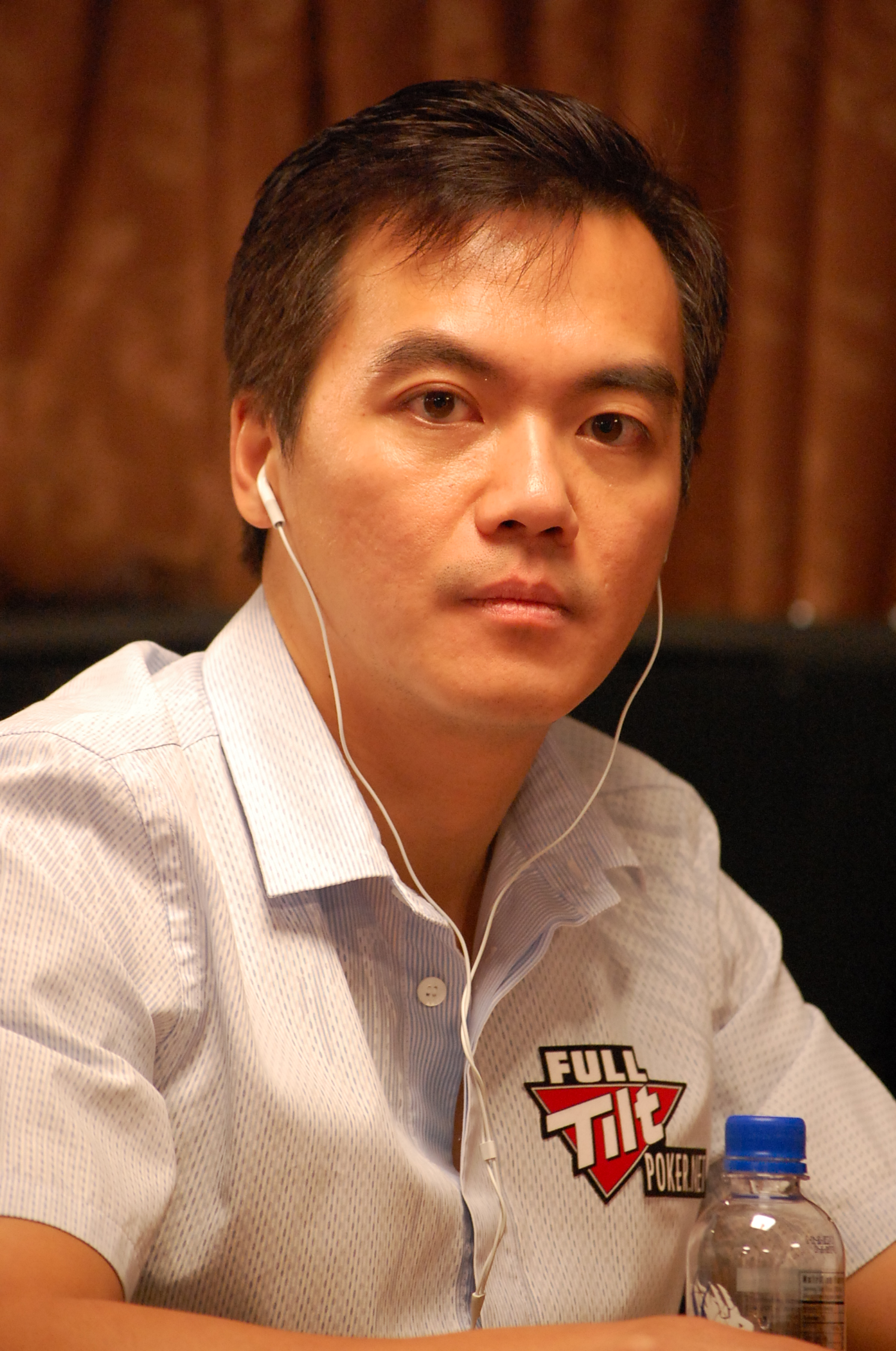
John Juanda (2008)

Das Main Event wurde vom 27. September bis 2. Oktober 2008 gespielt. Die finale Hand gewann Juanda mit K♠ 6♣ gegen Alechins A♣ 9♠.
| Platz | Herkunft               | Spieler           | Preisgeld (in £) |
| ----- | ---------------------- | ----------------- | ---------------- |
| 1     | Vereinigte Staaten     | John Juanda       | 868.800          |
| 2     | Russland               | Stanislaw Alechin | 533.950          |
| 3     | Russland               | Iwan Demidow      | 334.850          |
| 4     | Schweden               | Bengt Sonnert     | 271.500          |
| 5     | Kanada                 | Daniel Negreanu   | 217.200          |
| 6     | Vereinigte Staaten     | Scott Fischman    | 171.950          |
| 7     | Vereinigtes Konigreich | Robin Keston      | 135.750          |
| 8     | Finnland               | Toni Hiltunen     | 108.600          |
| 9     | Vereinigtes Konigreich | Chris Elliott     | 081.450          |

## Player of the Year

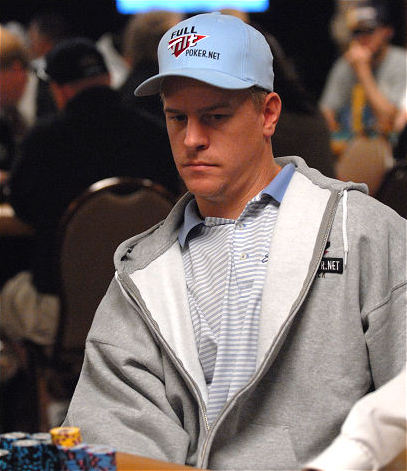
Erick Lindgren (2007)

Die Auszeichnung als Player of the Year erhielt der Spieler, der über alle Turniere hinweg die meisten Punkte sammelte. Das Ranking beinhaltete auch die Turniere der Hauptturnierserie, die vom 30. Mai bis 14. Juli 2008 in Las Vegas ausgespielt wurde. Sieger Erick Lindgren gewann ein Bracelet, erreichte drei Finaltische und platzierte sich insgesamt fünfmal in den Geldrängen.
| Platz | Herkunft           | Spieler          | Punkte |
| ----- | ------------------ | ---------------- | ------ |
| 1     | Vereinigte Staaten | Erick Lindgren   | 245    |
| 2     | Vereinigte Staaten | Barry Greenstein | 235    |
| 3     | Vereinigte Staaten | Jacobo Fernández | 232    |
| 4     | Vereinigte Staaten | John Phan        | 220    |
| 5     | Frankreich         | David Benyamine  | 220    |
| 6     | Vereinigte Staaten | J. C. Tran       | 210    |
| 7     | Vereinigte Staaten | Farzad Rouhani   | 195    |
| 8     | Kanada             | Daniel Negreanu  | 190    |
| 9     | Vereinigte Staaten | Chris Ferguson   | 165    |
| 10    | Vereinigte Staaten | David Singer     | 165    |